# Johann Jaun
Johann Jaun, né le 27 février 1842 à Unterbach près de Meiringen et mort le 12 janvier 1921 à Zaun près de Meiringen, est un alpiniste et guide suisse, considéré comme le plus digne successeur de Melchior Anderegg.

## Biographie
Sculpteur sur bois de métier, la carrière alpine de Johann Jaun débute en compagnie de Melchior Anderegg avec qui il réalise la première ascension de la pointe Walker aux Grandes Jorasses en 1868. En tant que guide, Johann Jaun conduit Thomas Middlemore et Henri Cordier sur de nombreux sommets tout en ouvrant de belles premières. En 1883 il prend part, avec Thomas Stuart Kennedy et Johann Fisher, à la première reconnaissance à la Nanda Devi.

## Premières
- 1868 - Pointe Walker (4 208 m, point culminant des Grandes Jorasses) avec Horace Walker, Melchior Anderegg et Julien Grange, le 30 juin
- 1873 : face nord (éperon Hasler) de l'Aletschhorn par les guides avec Christian Lauener et Thomas Middlemore.
- 1875 - Aiguille Verte par le couloir Cordier sur le versant d'Argentière, avec Thomas Middlemore, Henri Cordier, John Oakley Maund, Jakob Anderegg et Andreas Maurer, le 31 juillet
- 1876 - Les Courtes avec Henri Cordier, Thomas Middlemore, John Oakley Maund, Jakob Anderegg et Andreas Maurer, par le versant nord (Voie Cordier), le 4 août
- 1876 - Les Droites avec Thomas Middlemore, John Oakley Maund, Henri Cordier et Andreas Maurer, le 7 août
- 1876 - Nouvel itinéraire sur l'arête nord du piz Bernina avec Thomas Middlemore, Henri Cordier et Kaspar Maurer, le 18 août
- 1876 - Nouvel itinéraire sur l'arête nord du piz Roseg avec Thomas Middlemore et Henri Cordier le 18 août
- 1877 - Arête sud-est de l'Ober Gabelhorn avec William Edward Davidson, J. W. Hartley et Peter Rubi, le 3 septembre
- 1877 - Itinéraire en face sud-est puis par l'arête sud-ouest du Weisshorn avec J. W. Hartley, Peter Rubi, Henry Seymour Hoare et Aloys Pollinger, le 6 septembre
- 1878 - Nouvelle voie dans la face est du Bietschhorn avec Clinton Thomas Dent, John Oakley Maund et Andreas Maurer, le 25 juillet
- 1878 - Mont Maudit avec Henry Seymour Hoare, William Edward Davidson et Johann von Bergen, le 12 septembre
- 1879 - Nouvel itinéraire à l'aiguille du Midi sur le versant de Chamonix avec Kaspar Maurer, John Oakley Maund et Clinton Thomas Dent